# Den solntsa i dozjdja
Den solntsa i dozjdja (russisk: День солнца и дождя, da.: Dag med sol og regn) er en sovjetisk spillefilm fra 1967 af instrueret af Viktor Sokolov.

## Handling
Filmen handler om to klassekammarater i 7. klasse, Kolja og Aljosja, der ikke kan lide hinanden. En dag beslutter de at pjække fra skolen og bruge dagen sammen, hvilket ændrer deres syn på hinanden og på verden omkring dem ...

## Medvirkende
- Aleksandr Barinov som Aleksej
- Anatolij Popov som Nikolaj
- Aleksandr Sokolov
- Jelizaveta Time
- Svetlana Savjolova